# Den uundgaaelige Jensen
Den uundgaaelige Jensen er en dansk stumfilm fra 1911 produceret af Nordisk Films Kompagni og  instrueret af William Augustinus efter manuskript af Olaf Goldschmidt.

## Handling
Denne artikel mangler et handlingsreferat. Hjælp os med at skrive det.

## Medvirkende
- Frederik Buch, Jensen
- Ella Sprange, Den unge pige
- Carl Fischer, Hansen
- Frederik Jacobsen
- Rigmor Jerichau